# جاکوپو مورانو
جاکوپو مورانو (انگلیسی: Jacopo Murano؛ زادهٔ ۱۴ فوریهٔ ۱۹۹۱) بازیکن فوتبال است.